# Веселе новине
Веселе новине је часопис који је излазио у Београду од 1923. до 1926. године. 

## Историјат
Веселе новине су окарактерисане као бољи лист који је излазио у периоду између два светска рата.
Власник и одговорни уредник био је Иван Зрнић. Први број је изашао 5. августа 1923. године, а последњи 7. октобра 1926. У последњем броју 42 уредништво обавештава читаоце да даље неће лист излазити. Пјер Крижанић је илустровао насловну страну.

### Сарадници листа
- Пјер Крижанић[3]
- Брана Димитријевић[3]
- Милош Вушковић[3]
- Бранислав Нушић
- Станислав Винавер, потписивао се псеудонимом Трајко Ћирић.[1][4]
- Владимир Жедрински

### Тематика
Излазили су хумористичко-сатирични текстови познатих личности које су сарађивале у Веселим новинама (Станислав Винавер, Бранислав Нушић, Брана Димитријевић). Писма Веселим новинама су такође била заступљена рубрика са оштрим коментарима.

#### Карикатуре
- Карикатуре на страна 6 и 7 из броја 8, 1924.
- Број 1, страна 3, из 1925.
- Број 1, страна 4, из 1925.
- Београђани треба да штеде, број 2, страна 8, 1926.

## Периодичност
Излазио је једанпут недељно.

## Галерија
- Недељни преглед, број 1, страна 2, 1923.
- Насловна страна броја 6 из 1924.
- Насловна страна броја 29 из 1924.
- Насловна страна броја 1 из 1925.
- Насловна страна броја 1 из 1926.